# Tronville-en-Barrois
Tronville-en-Barrois ist eine französische Gemeinde mit 1.319 Einwohnern (Stand: 1. Januar 2022) im Département Meuse in der Region Grand Est (bis 2015 Lothringen). Sie gehört zum Arrondissement Bar-le-Duc und zum Kanton Ancerville.

## Geografie
Tronville-en-Barrois liegt am Ornain, etwa 60 Kilometer westlich von Nancy. Parallel zum Ornain verläuft der Canal de la Marne au Rhin (dt: Rhein-Marne-Kanal). Umgeben wird Tronville-en-Barrois von den Nachbargemeinden Culey im Nordwesten und Norden, Salmagne im Nordosten, Nançois-sur-Ornain im Osten, Velaines im Südosten und Süden, Nant-le-Grand im Südwesten sowie Guerpont im Westen.

## Bevölkerungsentwicklung
| Jahr                       | 1962 | 1968 | 1975 | 1982 | 1990 | 1999 | 2006 | 2019 |
| Einwohner                  | 1264 | 2229 | 2071 | 2364 | 2111 | 2036 | 1692 | 1353 |
| Quellen: Cassini und INSEE |      |      |      |      |      |      |      |      |

## Sehenswürdigkeiten
- Kirche Notre-Dame-de-l’Immaculation-Conception

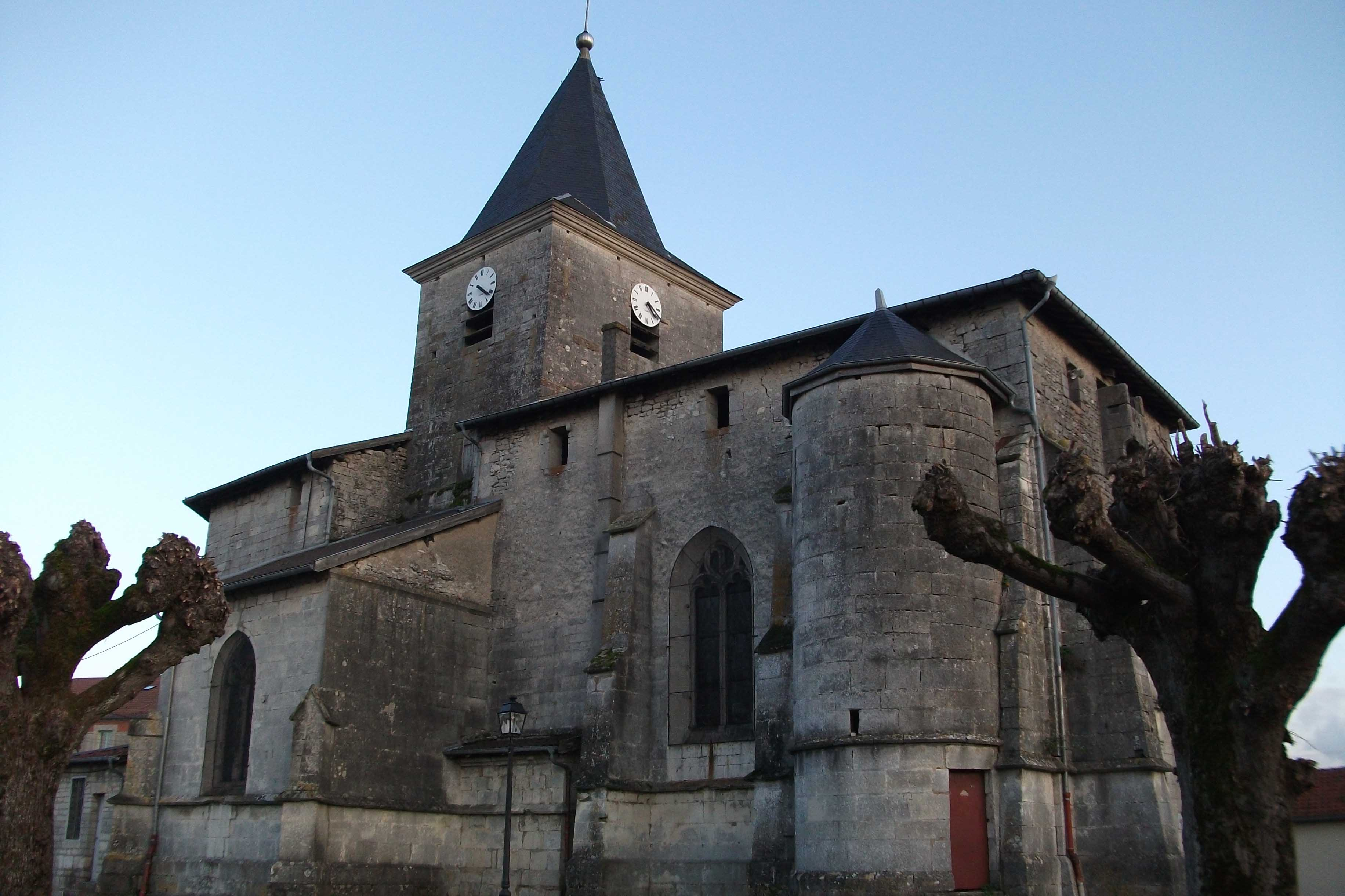
Kirche Notre-Dame-de-l'Immaculation-Conception